# José Luís da Silva
 José Luís da Silva  (Ilha Terceira, Açores, Portugal, — Ilha Terceira, Açores, Portugal) foi um militar português, capitão do batalhão de voluntários da rainha, foi condecorado com a medalha n.° 7 e com o título de cavaleiro da Ordem de Nossa Senhora da Conceição de Vila Viçosa. 
Em 1830 foi escrivão do recebedor dos selos e novos direitos da comissão de fazenda de Angra do Heroísmo. Exerceu com competência vários empregos públicos, sendo, quando faleceu, escrivão do juízo de direito da comarca de Angra do Heroísmo.